# Championnats d'Afrique de gymnastique artistique 2002
Navigation
Tunis 2000 Thiès 2004
La 6e édition des championnats d'Afrique de gymnastique artistique se déroule du 12 octobre 2002 au 19 octobre 2002 à Alger, en Algérie.
Huit pays participent à la compétition : la Tunisie, le Maroc, l'Égypte, le Sénégal, le Cap-Vert, l'Afrique du Sud, la Namibie et l'Algérie.

## Résultats
Les résultats sont incomplets.

### Seniors hommes
| Épreuves                     | Or                                   | Argent           | Bronze           |
| ---------------------------- | ------------------------------------ | ---------------- | ---------------- |
| Concours général par équipes | Algérie                              | Égypte           | Maroc            |
| Concours général individuel  | Sid Ali Ferdjani                     | Wajdi Bouallègue | Raouf Abdelkarim |
| Sol                          | Wajdi Bouallègue                     |                  |                  |
| Cheval d'arçons              | Sid Ali Ferdjani                     |                  |                  |
| Anneaux                      | Fateh Aït-Saada Abdallah Walid Sayad |                  |                  |
| Saut de cheval               | Wajdi Bouallègue                     |                  |                  |
| Barres parallèles            | Sid Ali Ferdjani                     | Adam Botha       |                  |
| Barre fixe                   | Sid Ali Ferdjani                     |                  |                  |

### Seniors femmes
| Épreuves                     | Or              | Argent             | Bronze          |
| ---------------------------- | --------------- | ------------------ | --------------- |
| Concours général par équipes | Afrique du Sud  | Égypte             | Maroc           |
| Concours général individuel  | Tamaryn Schultz | Zandre Labuschagne | Kerry Joyce     |
| Saut de cheval               | Kelly Golding   |                    |                 |
| Barres asymétriques          | Kerry Joyce     | ?                  | Tamaryn Schultz |
| Poutre                       | Kerry Joyce     | Zandre Labuschagne | ?               |
| Sol                          | Ursula Botha    | ?                  | ?               |

### Juniors hommes
| Épreuves                     | Or                 | Argent         | Bronze             |
| ---------------------------- | ------------------ | -------------- | ------------------ |
| Concours général par équipes | Égypte             | Afrique du Sud | Algérie            |
| Concours général individuel  | Julian Witbooi     | S Mohamed      | Abdelkader Guettaf |
| Anneaux                      | Abdelkader Guettaf |                |                    |
| Sol                          | Mohamed Serour     | Julian Witbooi |                    |
| Cheval d'arçons              | ?                  | ?              | Gerhard Swiegers   |
| Saut de cheval               | ?                  | Julian Witbooi | Gerhard Swiegers   |
| Barres parallèles            | Julian Witbooi     | Ross Ferguson  | ?                  |
| Barre fixe                   | ?                  | ?              | Ross Ferguson      |

### Juniors femmes
| Épreuves                     | Or                 | Argent            | Bronze            |
| ---------------------------- | ------------------ | ----------------- | ----------------- |
| Concours général par équipes | Afrique du Sud     | Égypte            | Namibie           |
| Concours général individuel  | Nourhan Ahmed Saad | Melissa Pietersen | Moore Loraine     |
| Saut de cheval               | Celeste Visagie    | ?                 | Melissa Pietersen |
| Barres asymétriques          | Patricia Milho     | Melissa Pietersen | ?                 |
| Poutre                       | ?                  | ?                 | Dale Peckove      |